# Tosatrochus
Tosatrochus is een geslacht van weekdieren uit de klasse van de Gastropoda (slakken).

## Soort
- Tosatrochus attenuatus (Jonas, 1844)